# 机场立交
机场立交位于中国广州市白云区，是一座连接机场路、广园中路的三层式立交。
立交地面首层是东西走向的广园路直行车道及右转弯车道（由南往东右转除外）；第2层是南北走向的机场路分为东、西两条主线高架路，各方向的左转弯匝道及南向东右转弯道与主线相连，主线高架路为单向2至3条车道，宽9～12.5米，匝道为单向1至2条车道，宽6.5～10.5米；第3层是广州环城高速公路北环段东西走向的高架路。立交中心有跨越广园路的人行、非机动车天桥，桥长237.88米，宽8米，有自行车圆弧形骑行引道及人行楼梯。立交占地面积6.5公顷，于1991年底建成通车。